# Сангвин (лазерный комплекс)
СЛК «Сангвин» — советский и российский самоходный лазерный комплекс (СЛК) для противодействия оптико-электронным приборам воздушных целей противника. Серийно не производился.
Отличительной чертой комплекса являлось то, что впервые на нём была использована «Система разрешения  выстрела» (СРВ) и обеспечено прямое наведение боевого лазера (без крупногабаритных зеркал наведения) на оптико-электронную систему сложной цели.
Комплекс позволял решать задачи селекции реальной оптико-электронной системы на подвижном вертолёте и её функциональное подавление, на
дальности более 10 км — ослепление оптико-электронной системы на десятки минут, на дальности менее 8-10 км — необратимые разрушения оптических приёмных устройств.

## История создания
Разработан в НПО «Астрофизика», как развитие комплекса СЛК 1К11 «Стилет» и предшественник комплекса СЛК 1К17 «Сжатие».

## Описание конструкции

### Броневой корпус и башня
Тип брони — противоосколочная, противопульная.

### Вооружение
Вооружение машины состояло из боевого лазера, установленного на башне.

### Системы наблюдения и связи
На башне, помимо боевого лазера, был установлен маломощный зондирующий лазер и приёмное устройство системы наведения, фиксирующее отражения луча зондировщика от бликующего объекта.

### Ходовая часть
Комплекс «Сангвин» устанавливался на шасси зенитной самоходной установки ЗСУ-23-4 «Шилка».

## Корабельный лазерный комплекс «Аквилон»
В 1986 году НПО «Астрофизика» был представлен корабельный лазерный комплекс «Аквилон» с принципом действия, аналогичным наземным СЛК. Комплекс предназначался для поражения оптико-электронных систем береговой охраны противника.

### Сноски
1. 1 2 3 4 5 6 7 8 9 10 11 12 13 14 15  Показатели ЗСУ-23-4 «Шилка», на шасси которой установлен лазерный комплекс «Сангвин»